# Kentengsari (Kedungjati)
Kentengsari is een bestuurslaag in het regentschap Grobogan van de provincie Midden-Java, Indonesië. Kentengsari telt 2881 inwoners (volkstelling 2010).